# Espolla
Espolla ist eine katalanische Gemeinde in der Provinz Girona im Nordosten Spaniens. Sie liegt in der Comarca Alt Empordà.

## Lage
Espolla liegt wenige Kilometer östlich von der Autopista AP-7 entfernt und befindet sich nordwestlich der Gemeinde Rabós, nördlich von Mollet de Peralada, nordöstlich von Sant Climent Sescebes, östlich von Capmany und südöstlich von Cantallops.

## Wirtschaft
Die Gemeinde ist landwirtschaftlich geprägt und es werden überwiegend Weinstöcke und Olivenbäume kultiviert; die geernteten Weintrauben und Oliven werden in der örtlichen Kooperative zu Wein und Olivenöl weiterverarbeitet und unter der garantierten Herkunftsbezeichnung Empordà in den Handel gebracht.

## Sehenswürdigkeiten
- Dolmen del Barranc
- Dolmen de la Cabana Arqueta
- Dolmen de la Font del Roure
- Església de Sant Jaume, Kirche aus dem XVIII. Jahrhundert
- Ermita de Sant Martí de Baussitges, romanische Einsiedelei aus dem X. Jahrhundert
- Ermita de Sant Genís d’Esprac, romanische Einsiedelei aus dem XII.–XIII. Jahrhundert
- Castell d’Espolla, Reste der vormaligen Burg aus dem XIII. Jahrhundert
- Camp d’urnes, Gräberfeld aus dem 9. bis 8. Jahrhundert v. Chr.

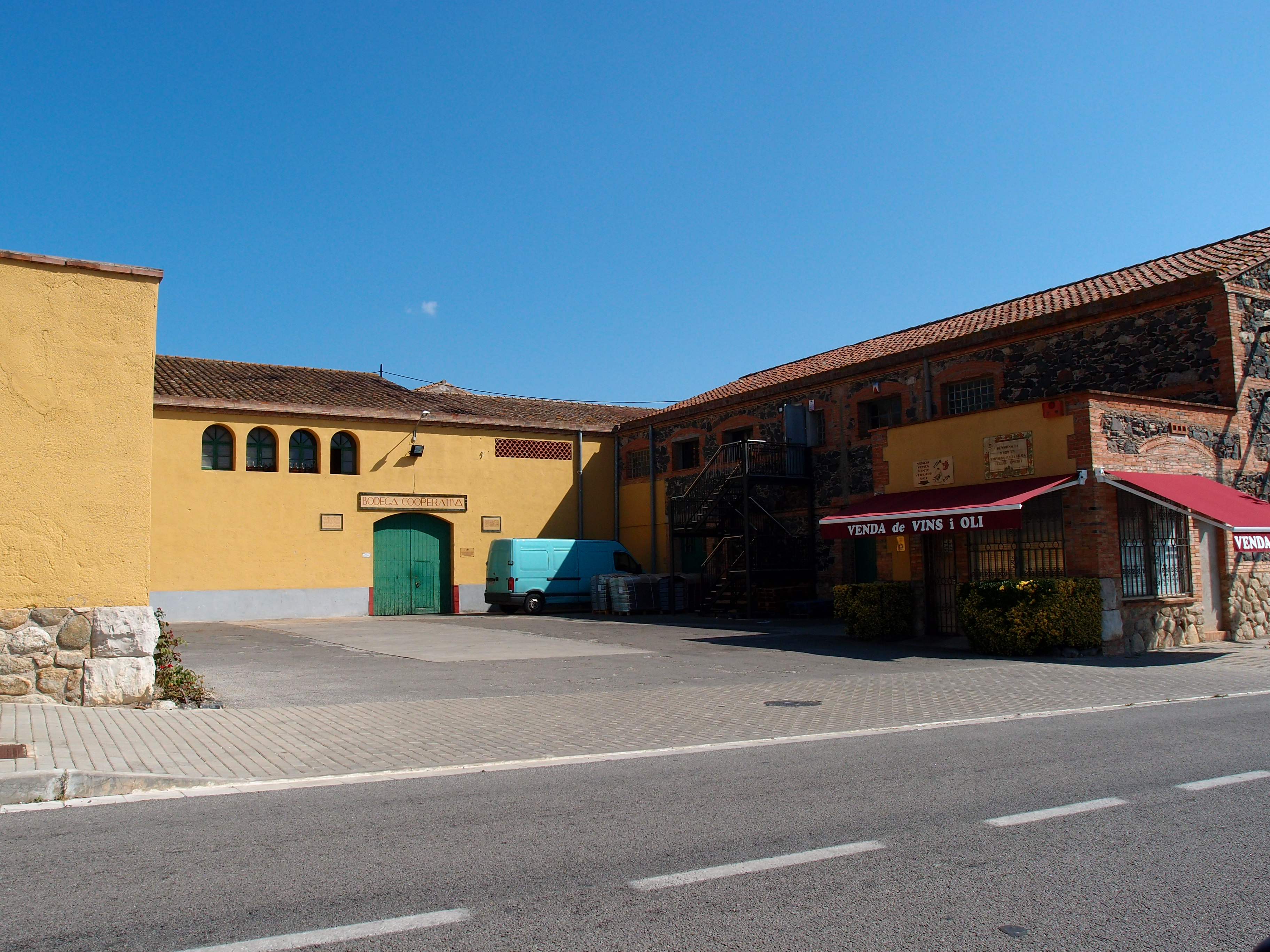
Wein- und Olivenölkooperative
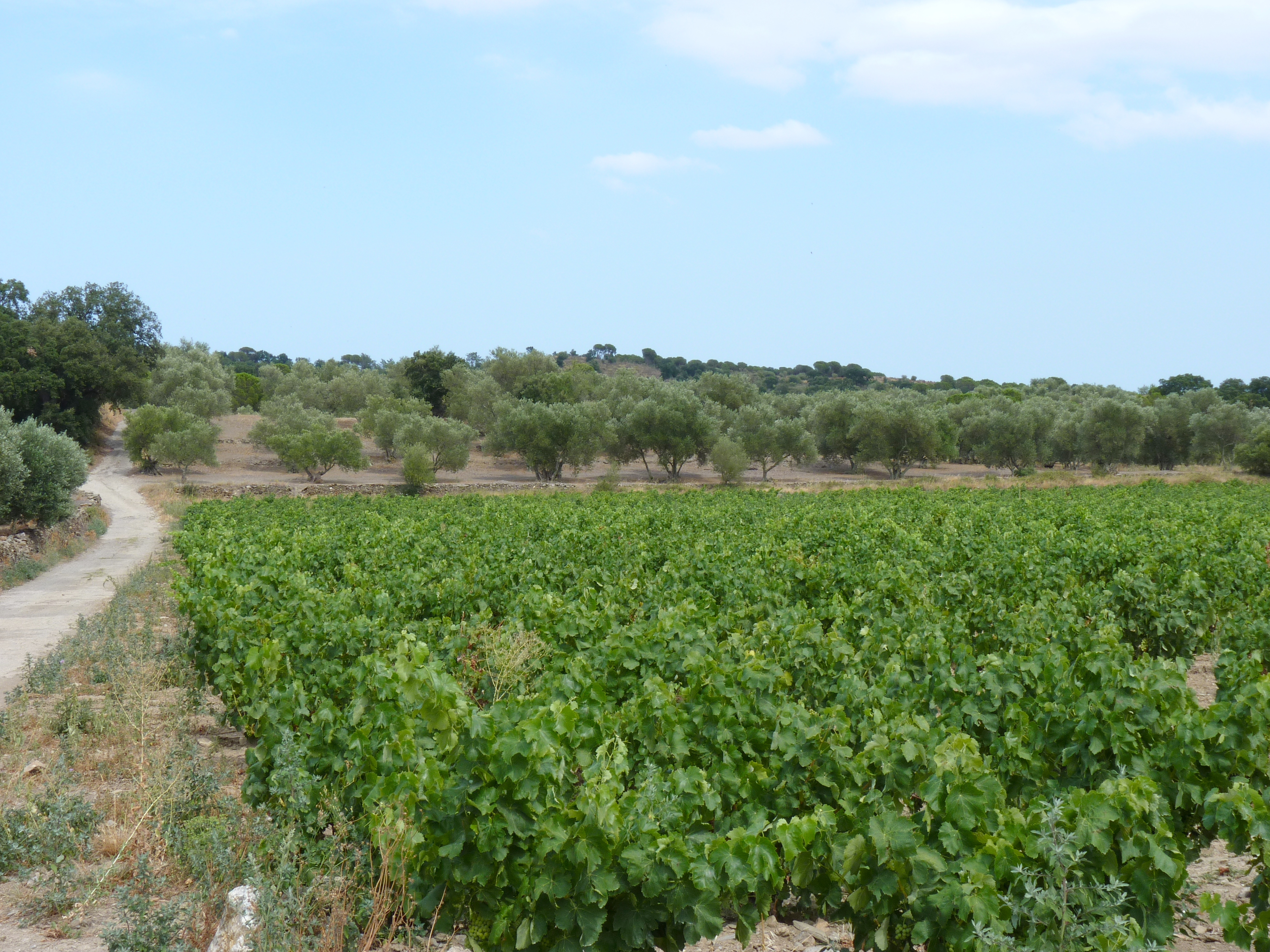
Weinfeld und Olivenhain
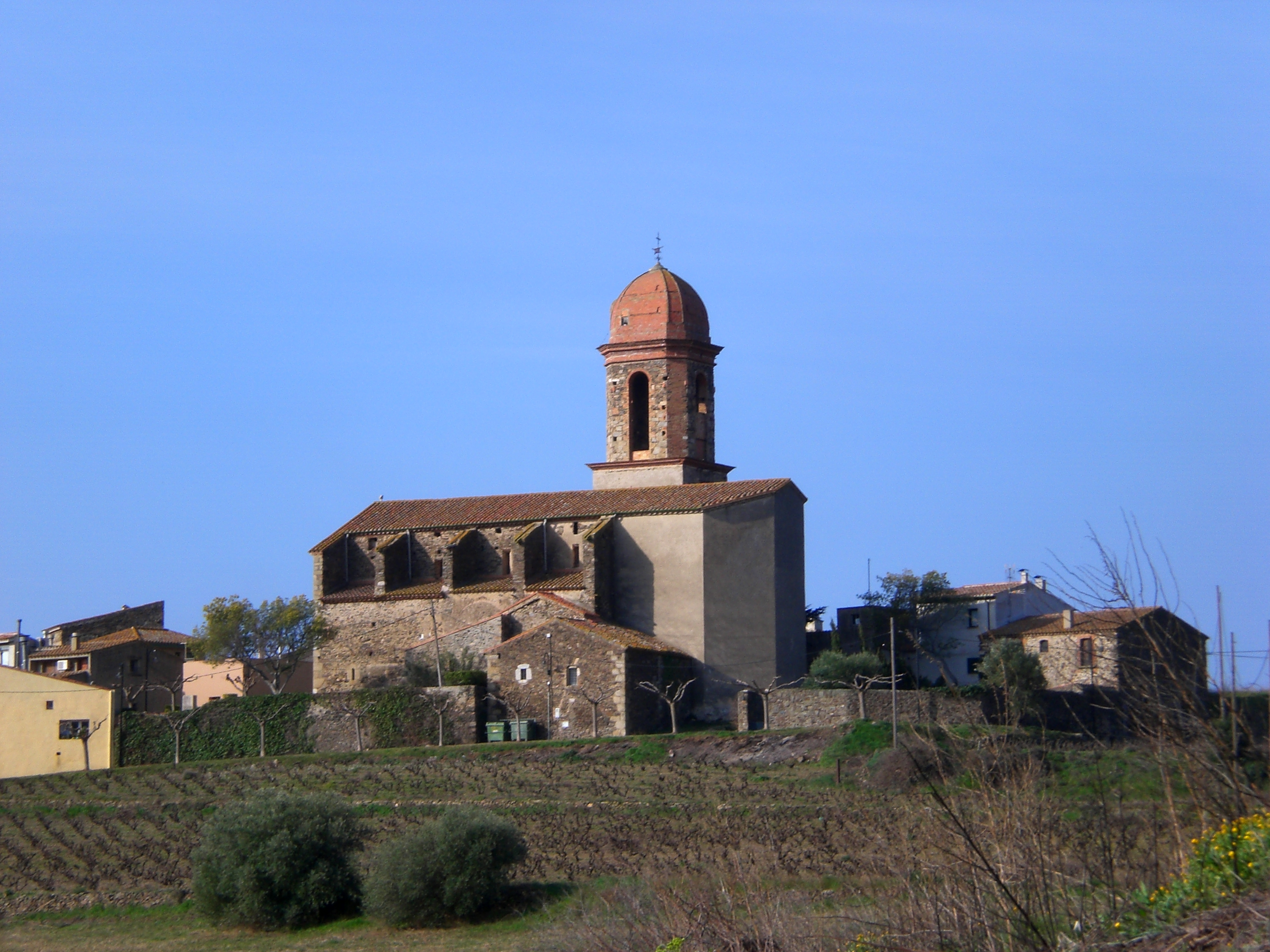
Kirche Sant Jaume
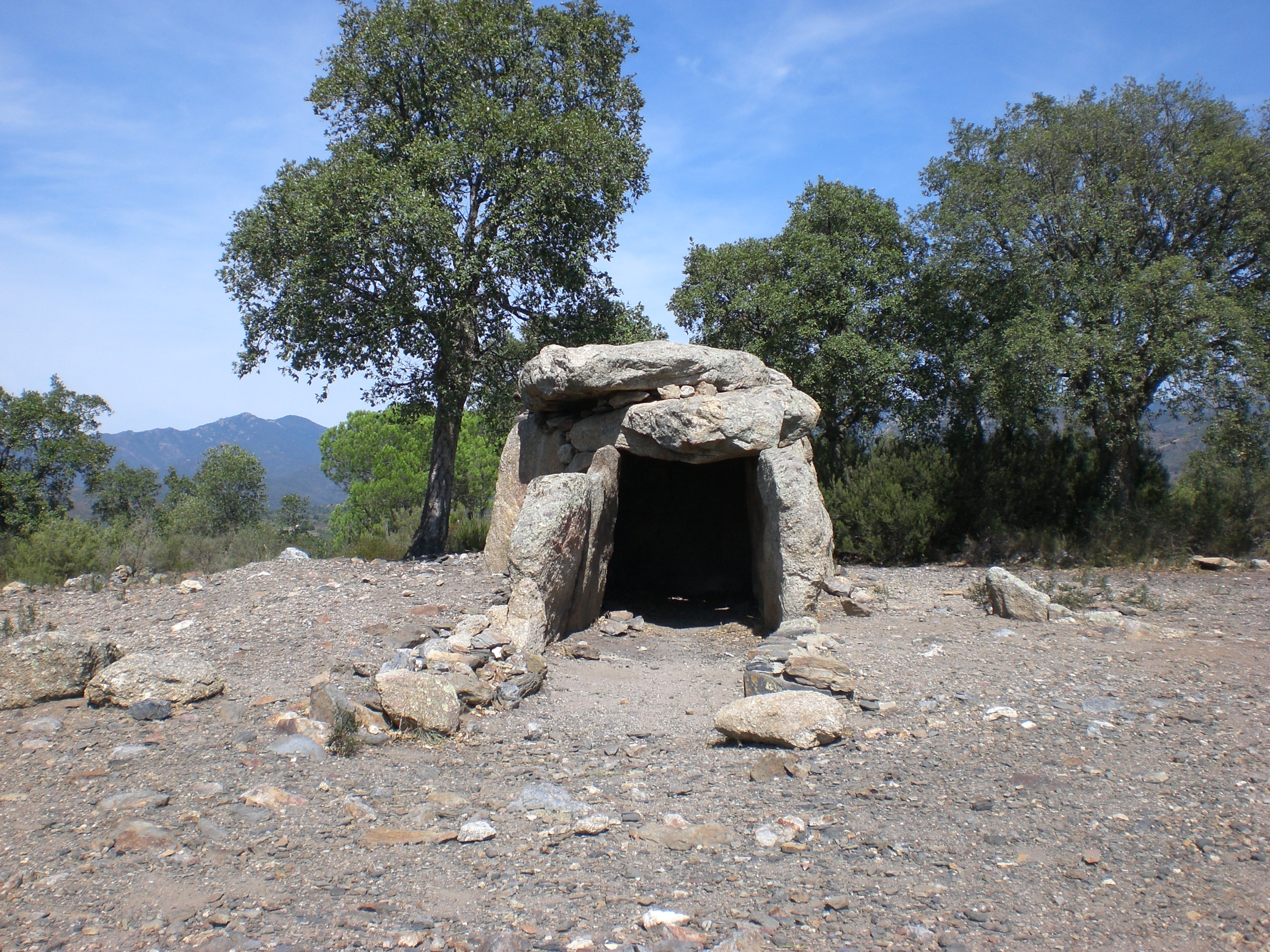
Dolmen de la Cabana Arqueta
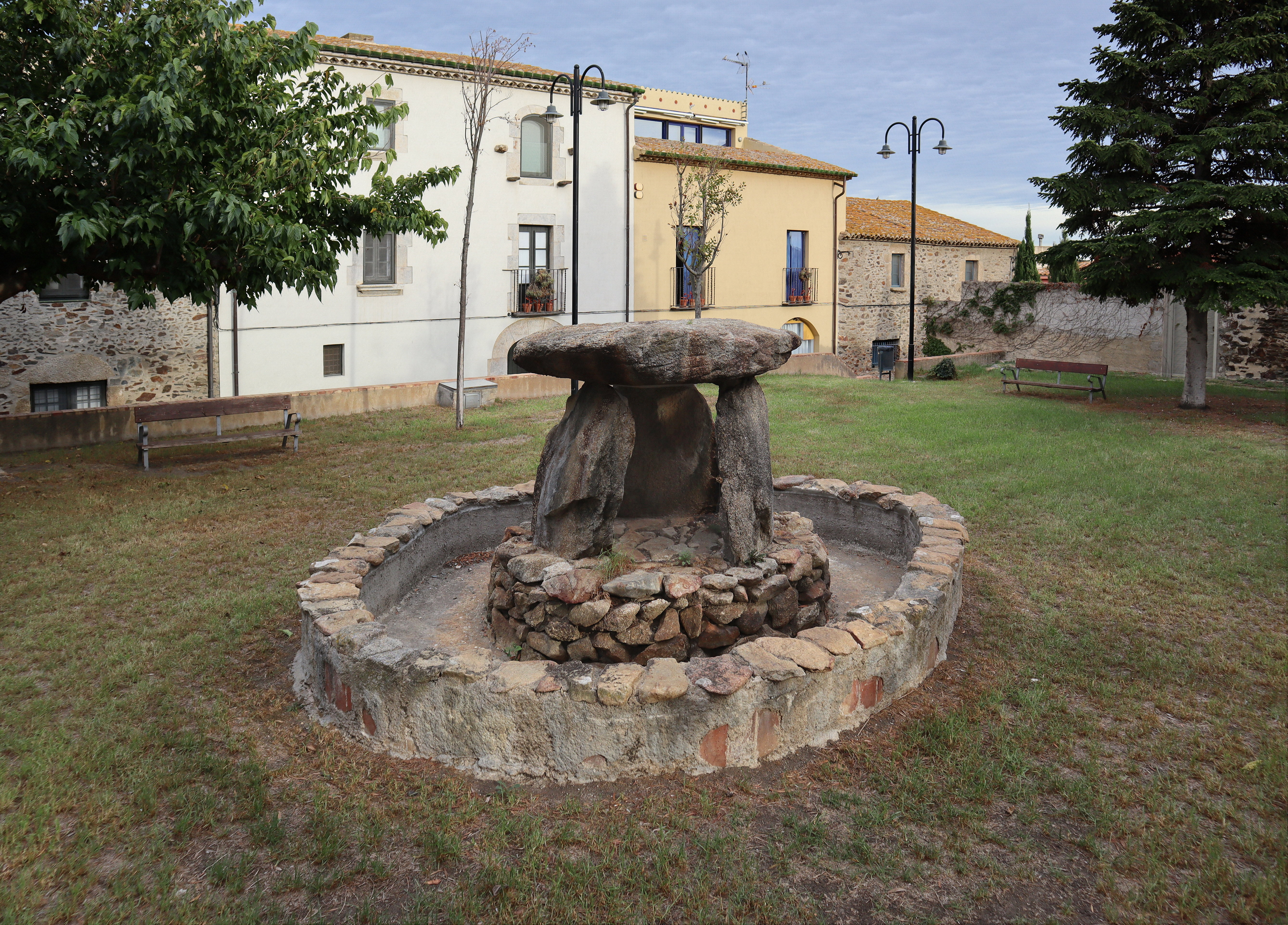
Plaça del Dolmen